# مستبصرون
المستبصر أو المتشيع مصطلح يطلق على من يتحول من أحد الأديان أو المذاهب الإسلاميّة إلى المذهب الشيعيّ الإماميّ الاثني عشريّ الجعفريّ الّذي يعمل بفقه أهل بيت النبيّ من عبادات ومعاملات حسب المعتقد الشيعي الاثني عشريّ.
ربما يعود السبب إلى الاختلاف الّذي أصاب الامة بعد وفاة النبي محمد ظهور عدد من المناهج المختلفة، وكما قال الرسول محمد: (وإنّي قد تركت فيكم الثقلين كتاب الله وأهل بيتي، وأنّكم لن تضلوا بعدهما) في الحديث المعروف بـ (حديث الثقلين) لذا يعتبر من يتشيّع من المخالفين من عامّة المسلمين بأنّه قد استبصر واهتدى ولما يراه أنّه الحقّ، باعتبار أنّ الشيعة يقتدون بالإمام علي بن أبي طالب ابن عم الرّسول (صلّى الله عليه وآله) من أتباع أهل بيته مباشرة.
ويُطلق على ظاهرة انتشار الشيعة وتزايد أعدادهم دولياً مصطلح المد الشيعي.

## المعنى اللغوي للتسمية
معنى مصطلح مُستبصِر في معاجم اللغة العربية
- تعريف ومعنى مُستبصِر في معجم المعاني الجامع - معجم عربي عربي:

مُستبصِر : فاعل من إِستبصرَ
استبصر في دينه وعَمَلِه: كان ذا بصيرة فيه وفطنة : عقلاء يمكنهم التَّمييز بين الحقّ والباطل بالاستدلال والنَّظر
- تعريف ومعنى مُستبصِر في قاموس المعجم الوسيط، اللغة العربية المعاصرة، الرائد، لسان العرب، القاموس المحيط. قاموس عربي عربي:

استبصر في دينه وعَمَلِه: كان ذا بصيرة فيه وفطنة :- {وَزَيَّنَ لَهُمُ الشَّيْطَانُ أَعْمَالَهُمْ فَصَدَّهُمْ عَنِ السَّبِيلِ وَكَانُوا مُسْتَبْصِرِينَ}اية 38 سورة العنكبوت: عقلاء يمكنهم التَّمييز بين الحقّ والباطل بالاستدلال والنَّظر.

## أشهر المستبصرين
ولعل من أقدم المستبصرين هو الشيخ محمد مرعي الأمين الأنطاكي  الحلبي المولود بأنطاكية بسوريا عام 1314 هـ.
أما أشهر المستبصرين فهم:
- محمد التيجاني السماوي [5] المالكي التونسي المولود عام 1943 ميلادية
- مبارك بعداش المولود بتونس عام 1935 [6][7]
- فضيل بن أحمد الجزائري المولود بالجزائر [8][9]
- مروان خليفات المولود بالاردن عام 1973 ميلادية
- المحامي الأردني أحمد حسين يعقوب [10] المولود في مدينة جرش الأردنية عام 1939 ميلادية
- أحمد راسم النفيس [11] المولود في مدينة المنصورة بمصر عام 1952 ميلادية
- سعيد أيوب [12] المصري المولود عام 1363 هـ الموافق 1944 ميلادية
- حسن شحاتة (رجل دين) [13] المولود بمحافظة الشرقية في مصر عام 1946 ميلادية الذي اشتهر بمحاضراته الدينية
- الدمرداش زكي مرسي العقالي[14] المولود بمصر المولود عام 1933 ميلادية
- أبو مسلم عبد المنعم عسكر المولود بمصر [15][16][17]
- صالح الورداني [18] الشافعي المولود بالقاهرة بمصر عام 1952 ميلادية
- عصام العماد [19] المولود باليمن عام 1968 ميلادية
- أسعد وحيد القاسم[20] المولود بفلسطين عام 1965 ميلادية
- عبد الله الدهدوه[21] المولود بالمغرب عام 1966 ميلادية
- إدريس الحسيني[22] المولود بالمغرب عام 1967 ميلادية
- عبد الباقي قرنة الجزائري[23][24][25] المولود بالجزائر عام 1957 ميلادية
- الأسعد بن علي[26] المولود بتونس عام 1964 ميلادية
- هشام آل قطيط [27] المولود بسوريا عام 1965 ميلادية
- إبراهيم زكزكي[28][29] المولود بنيجيريا عام 1953 ميلادية

## كتب تأثروا بها
معظم المستبصرين قد قرأوا كتب مثل «المراجعات» للشيخ الإمام عبد الحسين شرف الدين و«ثم اهتديت» وكتاب «اتقوا الله» وكتاب «لأكون مع الصادقين» وكتاب «الشيعة هم أهل السنة» وكتاب «فاسألوا أهل الذكر» وكتاب «كل الحلول عند آل الرسول» للشيخ التيجاني السماوي  ، وكتاب «وركبت السفينة» للاستاذ مروان خليفات  خريج الجامعة الأردنية من الأردن. وكتاب «المواجهة مع رسول الله وآله» وكتاب «نظرية عدالة الصحابة»  وكتاب «النظام السياسي في الإسلام» وكتاب «الوجيز في الإمامة والولاية» وكتاب «الخطط السياسية» للمحامي أحمد حسين يعقوب. كتاب «لماذا اخترت مذهب الشيعة مذهب أهل البيت» تأليف محمد مرعي الأنطاكي. كتاب «الغدير» للشيخ الأميني. وكتاب «منهج في الانتماء المذهبي» وكتاب «تاريخ الإسلام الثقافي والسياسي» وكتاب «حوار في العمر» وكتاب «ابن تيمية حياته عقائده» لـ صائب عبد الحميد  من العراق.

## أشهر المستبصرون العرب وكتبهم
| المستبصر                           | الكتاب                                   | الكتاب الثاني                                | الكتاب الثالث / ملاحظات | الدولة  |
| ---------------------------------- | ---------------------------------------- | -------------------------------------------- | --- | ------- |
| المحامي أحمد حسين يعقوب            | أين سنة الرسول ؟!! وماذا فعلوا بها       | نظرية عدالة الصحابة                          | الوجيز في الإمامة والولاية، حقيقة الاعتقاد بالإمام المهدي المنتظر، المواجهة مع رسول اللّه وآله (القصة الكاملة)، الخطط السياسية لتوحيد الأمة الإسلامية، مساحة للحوار من أجل الوفاق ومعرفة الحقيقة وكتب أخرى | الاردن  |
| الشيخ مروان خليفات                 | وركبت السفينة                            | قراءة في المسار الأموي                       | النبي ومستقبل الدعوى وأكرمتني السماء، العودة المباركة إلى النعمة الالهية | الأردن  |
| الدکتور أحمد راسم النفيس           | الطريق إلى مذهب أهل البيت (عليهم السلام) | على خطى الحسين                               | بيت العنكبوت، المصريون والتشيع الممنوع والعديد من الكتب الأخرى والمقالات | مصر     |
| المستشار الدمرداش زكي مرسي العقالي | دعائم المنهج الاسلامي                    | كتاب محاضرات عقائدية                         | [ 14 ] [ 43 ] | مصر     |
| سعيد أيوب                          | الانحرافات الكبرى                        | ابتلاءات الامم                               | الطريق إلى المهدي المنتظر، وجاء الحق وكتب أخرى | مصر     |
| صالح الورداني                      | رحلتي من السنة إلى الشيعة                | الخدعة                                       | فِرَق أهل السنة، السيف والسياسة، عقائد السنة وعقائد الشيعة، الشيعة في مصر، العبادات بين المذاهب والحكام، دفاع عن الرسول ضد الفقهاء والمحدثين، مدافع الفقهاء وكتب الأخرى                                     | مصر     |
| الشيخ محمد التيجاني السماوي        | الشيعة هم أهل السنة                      | لأكون مع الصادقين                            | ثم اهتديت، فاسألوا أهل الذكر، والعديد من الكتب الأخرى | تونس    |
| الهاشمي بن علي                     | حوار مع صديقي الشيعي                     | الصحابة في حجمهم الحقيقي                     | [ 47 ] [ 48 ] | تونس    |
| الكاتب السيد إدريس الحسيني         | لقد شيعني الحسين                         | الخلافة المغتصبة أزمة تاريخ أم أزمة مؤرخ ؟   | هكذا عرفت الشيعة ومحنة التراث الآخر، نفي السهو والإسهاء عن سيد الأنبياء والأصفياء | المغرب  |
| لمياء حمادة                        | أخيراً أشرقت الروح                        | سيرة أم المؤمنين عائشة                       | [ 51 ] [ 52 ] [ 53 ] | سوريا   |
| الشيخ محمد مرعي الأمين الأنطاكي    | لماذا اخترت مذهب الشيعة مذهب أهل البيت   |                                              | [ 51 ] [ 54 ] | سوريا   |
| الشيخ هشام آل قطيط                 | ومن الحوار اكتشفت الحقيقة                | وقفة مع الدكتور البوطي                       | المتحولون | سوريا   |
| دكتور عصام العماد                  | رحلتي من الوهابية إلى الاثنى عشرية       | المنهج الجديد والصحيح في الحوار مع الوهابيين | كتاب مناظرة الدكتور عصام العماد مع الشيخ عثمان الخميس | اليمن   |
| عبد الباقي قرنة الجزائري           | ذكريات وخواطر                            | قراءة في سلوك الصحابة                        | أصحاب العقبة، الوهمي والحقيقي في سيرة عمر بن الخطاب، معاوية، المغيرة بن شعبة، خالد بن الوليد | الجزائر |